# Western Comics
Western Comics foi uma série de revistas em quadrinhos de faroeste publicada pela DC Comics. Foi o título de faroeste mais antigo da DC, com 85 números de 1948 a 1961. Western Comics foi uma série de antologia ambientada no século XIX, que introduziu vários personagens no Universo DC, entre eles, o cowboy Wyoming Kid, o xerife nativo americano Pow Wow Smith, o Cowboy Marshall, Jim Sawyer, Rodeo Rick, e Matt Savage, Trail Boss. O Vigilante Greg Saunders apareceu nos quatro primeiros números do título, mas logo foi substituído pelo Falcão da Noite.
Entre os colaboradores mais notáveis, temos, os escritores Don Cameron, Gardner Fox, e France Herron; e os artistas Carmine Infantino, Gil Kane, Howard Sherman, e Leonard Starr.

## Histórico da publicação
Whitney Ellsworth editou a maior parte dos números do título, sendo auxiliado por Julius Schwartz, que assumiu o controle editorial nos dois últimos anos. Originalmente mostrava quatro ou mais histórias por número, no número 70 (julho/agosto de 1958), a Western Comics reduziu o número de histórias para três.

## Personagens recorrentes
- Wyoming Kid: cocriado por Jack Schiff e Howard Sherman, Bill Polk é um cowboy que anda pelo Oeste procurando o assassino de seu pai. Bill, e seu cavalo Racer, depois de um tempo, conseguem trazer o assassino à justiça.[2] Wyoming Kid apareceu em todos os números da Western Comics, inclusive sendo capa dos primeiros números. Ele era tão popular na Western Comics que suas aventuras também foram mostradas em World's Finest Comics de 1949 a 1953.
- Pow Wow Smith: Vindo da Detective Comics, onde foi criado por Don Cameron e Carmine Infantino para a Detective Comics #151 (1949) como Ohiyesa Smith, o personagem apareceu pela primeira vez em Western Comics número 43 (janeiro/fevereiro de 1954), torando-se a figura principal, aparecendo muitas vezes na capa. Ele apareceu em todos os números, do 43 até o final do título.
- Falcão da Noite: O cowboy mascarado do velho oeste, Hannibal Hawkes apareceu em todos os números da Western Comics do número 5 (setembro/outubro de 1948) ao 76 (julho/agosto de 1959).
- Rodeo Rick — cocriado pelo artista Howard Post, as aventuras de Rick e seu cavalo Comet foram posteriormente relatadas pelos escritores Gardner Fox e France Herron, e pelos artistas Jimmy Thompson, Ramona Fradon, e Tom Cooke. Rick apareceu na maioria dos números de Western Comics do 1 ao 69 (maio/junho de 1958). Por um curto período de tempo, em números posteriores, ele usava um disfarce e era conhecido como "The Masked Raider."[1]
- Cowboy Marshall, Jim Sawyer — o Cowboy Marshall foi mostrado em todos os números do 1 ao 42 do título (novembro/dezembro de 1953).
- Matt Savage, Trail Boss — criado por Gardner Fox, Gil Kane, e Joe Giella, o personagem foi adicionado tardiamente a Western Comics[3] no número 77 (setembro/outubro de 1959), embora tenha sido a capa do título daí até o final. Depois, mostrou-se que Matt era pai do Escalpador e também estava ligado ao tenente Steve Savage, piloto da Primeira Guerra Mundial brevemente apresentado em All-American Men of War.[3]
- Vigilante — era Greg Sanders [Vigilante original, pois o nome também foi usado mais tarde por Adrian Chase, criado por Marv Wolfman e George Pérez para a New Teen Titans Annual #2 de 1983], um herói do Velho Oeste, criado por criado por Mort Weisinger e Mort Meskin na Action Comics #42 (1941).